# Великі Ламзаки
Великі Ламзаки (раніше Дейч-Ломзаки, Ломзаки, Ламзаки II, Ново-Ламзаки) — село Доброславської селищної громади Одеського району Одеської області в Україні. Населення становить 63 осіб.

## Населення
Згідно з переписом УРСР 1989 року чисельність наявного населення села становила 113 осіб, з яких 51 чоловік та 62 жінки.
За переписом населення України 2001 року в селі мешкали 63 особи.

### Мова
Розподіл населення за рідною мовою за даними перепису 2001 року:
| Мова       | Чисельність | Відсоток |
| ---------- | ----------- | -------- |
| українська | 58          | 92,06%   |
| румунська  | 3           | 4,76%    |
| російська  | 2           | 3,18%    |
| Усього     | 63          | 100%     |